# Nicola Conforto
Nicola Conforto o Conforti (Nápoles, 25 de septiembre de 1718 - Aranjuez, 17 de marzo de 1793) fue un compositor italiano.

## Biografía
Estudió música en la ciudad natal en el Conservatorio di Santa Maria di Loreto, donde tuvo como maestros a Giovanni Fischietti y Francesco Mancini. Después de haber recibido la formación adecuada, se estrenó durante el carnaval del año 1746 en Nápoles como compositor de óperas con La finta vedova. En los años posteriores, puso en escena otros trabajos suyos, tanto en Nápoles como en Roma; la fama obtenida gracias a estos éxitos hizo que en el año 1750 recibiera el encargo de representar en el Teatro de San Carlos su primera ópera seria, Antigono.
En el año 1749 se casó con la cantante Zefferina Anselmi, de la cual tuvo dos hijos. En el año 1751 escribió la cantata Gli orti esperidi en honor de la emperatriz María Teresa I de Austria. Para celebrar la onomástica del rey de España Fernando VI puso en escena el 30 de mayo de 1752 el drama Siroe  y el 23 de septiembre de 1754 para la celebración del cumpleaños del rey de Nápoles Carlos III L'eroe cinese.
Estos dos trabajos obtuvieron numerosos aplausos en Madrid, tanto que en esta ciudad en el año 1755 fue nombrado compositor de ópera de la corte. Posteriormente recibió el título de maestro de capilla, pero a pesar de ello su importancia como compositor empezó a declinar y en los últimos años se dedicó siempre menos a la actividad compositiva escribiendo sólo ocasionalmente música para la festividad.

## Obras

### Óperas
- La finta vedova (commedia, libreto de Pietro Trinchera, 1746, Nápoles)
- La finta tartara (farsa, libreto de  A. Valle, 1747, Roma)
- L'amore costante (tragicommedia, libreto de Carlo de Palma, 1747, Nápoles)
- Antigono (dramma, libreto de Pietro Metastasio, 1750, Nápoles)
- Le cinesi (componimento drammatico, libreto de Pietro Metastasio, 1750, Milán; representado también como La festa cinese en Madrid en el año 1751)
- Gli ingenni per amore (commedia, 1752, Nápoles)
- Siroe (dramma, libreto de Pietro Metastasio, 1752, Madrid)
- La cantarina (intermezzo, libreto de Domenico Macchia, 1753, Madrid)
- La commediante (commedia, libreto de Antonio Palomba, 1754, Nápoles)
- Ezio (dramma, libreto de Pietro Metastasio, 1754, Reggio Emilia)
- L'eroe cinese (dramma, libreto de Pietro Metastasio, 1754, Madrid)
- Adriano in Siria (dramma, libreto de Pietro Metastasio, 1754, Nápoles)
- La finta contessina (ópera bufa, 1754, Nápoles)
- Las modas (serenata, 1754, Aranjuez)
- Livia Claudia vestale (dramma, libreto de Anastasio Guidi, 1755, Roma)
- La ninfa smarrita (dramma, libreto de Giuseppe Bonecchi, 1756, Aranjuez)
- Nitteti (dramma, libreto de Pietro Metastasio, 1756, Madrid)
- La forza del genio o sia Il pastor guerrero (commedia, libreto de Giuseppe Bonecchi, 1758, Aranjuez)
- L'Endimione (serenata, libreto de Pietro Metastasio, 1763, Madrid)
- Alcide al bivio (dramma, libreto de Pietro Metastasio, 1765, Madrid)
- La pace fra le tre dee
- Il sogno di Scipione (serenata)

### Música sacra
- 9 Lamentazioni per la Settimana Santa per soprano e orchestra ("9 Lamentaciones para Semana Santa para soprano y orquesta", 1766)
- Misere per 3 cori, viola, flauto, oboe e fagotto ("Miserere para 3 coros, viola, flauta, oboe y fagot", 1768)
- Mottetto per soprano e strumenti (Motete para soprano e instrumentos")

### Otra música vocal
- Gli orti esperidi (cantata para 4 voces, texto de Pietro Metastasio, 1751, Nápoles)
- Il nido degli amori (cantata para soprano e instrumentos)
- La Pesca (dúo, texto de Giuseppe Bonecchi, 1756, Madrid)
- La danza: Nice e Tirsi (dúo, texto de Pietro Metastasio, 1756)
- Cara mi lasci oh Dio (dúo)
- Otros 66 dúos y cantatas

### Música instrumental
- Sinfonia in re maggiore per archi e basso continuo ("Sinfonía en re mayor para cueras y bajo continuo")
- Sinfonia in sol maggiore per archi ("Sinfonía en sol mayor para cuerdas")
- Toccata per clavicembalo ("Tocata para clave")